# Conseil des Affaires étrangères (polysynodie)
Pour les articles homonymes, voir Conseil des affaires étrangères (homonymie).

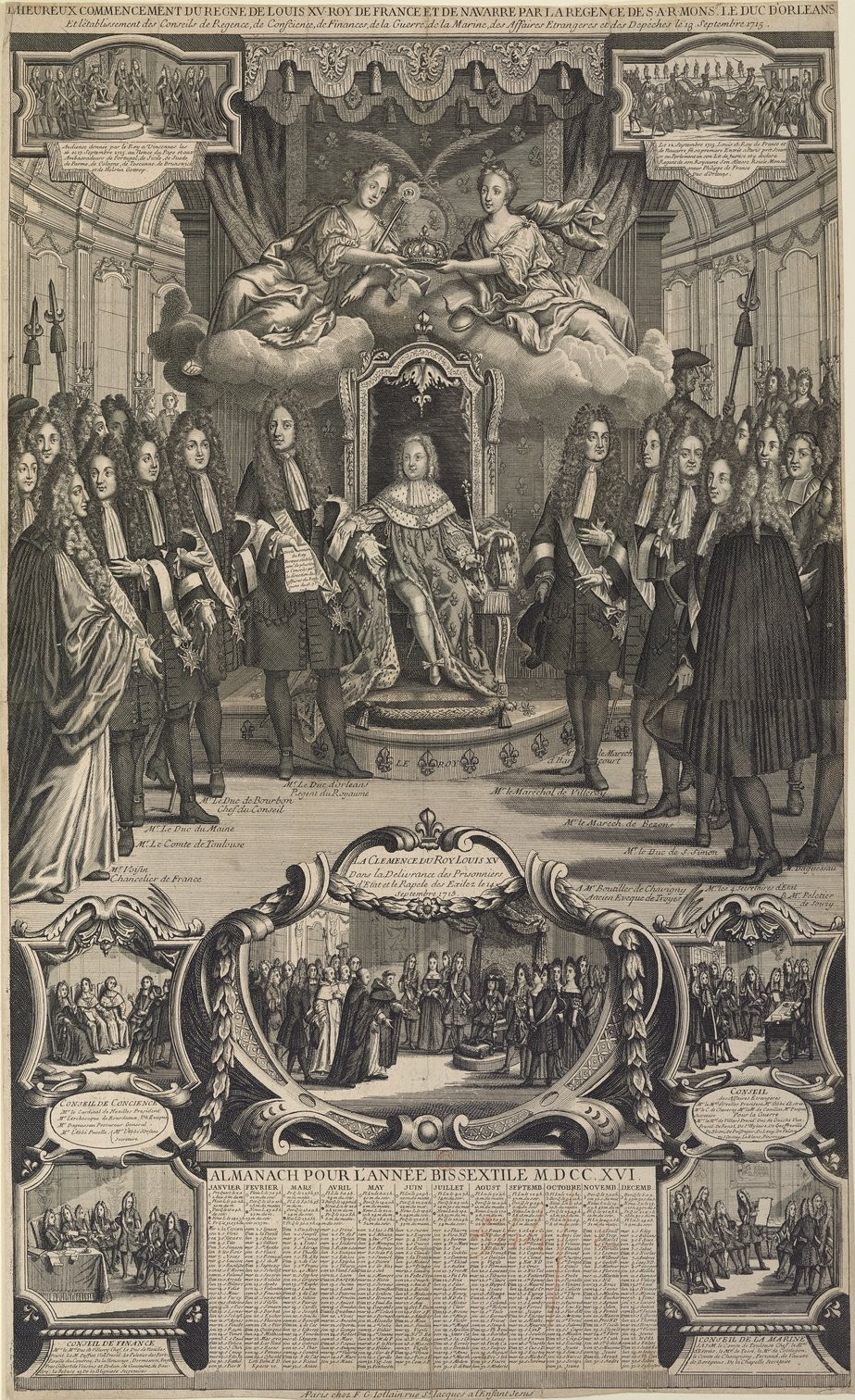
L'heureux commencement du règne de Louis XV, Roy de France et de Navarre par la régence de S. A. R. Monseigneur le duc d'Orléans et l'établissement des Conseils

Le Conseil des affaires étrangères est l'un des conseils particuliers de la polysynodie, système de gouvernement instauré par le Régent Philippe d'Orléans au début de la Régence, de 1715 à 1718. La polysynodie lui permet d'associer la haute noblesse aux décisions politiques, en la faisant participer à sept conseils qui assistent le Conseil de Régence. Ces nouveaux Conseils n'étaient pas des conseils de gouvernement ou d'administration, mais bien des ministères collégiaux.
Comme les autres conseils de la polysynodie, le Conseil des affaires étrangères est créé par le Régent par la déclaration du 15 septembre 1715. Présidé par le maréchal d'Huxelles, il compte à l'origine quatre membres, tous de la noblesse d'épée, choisis pour tenir compte d'équilibres politiques et des compétences.
Le Conseil des affaires étrangères siège au Louvre et traite des affaires variées, mais il est rapidement contourné par le Régent, qui confie le renversement des alliances diplomatiques à son secrétaire, Guillaume Dubois, ce qui conduit à un conflit avec le maréchal d'Huxelles, opposé à cette politique. Le Conseil des affaires étrangères est supprimé en même temps que la polysynodie, en septembre 1718, et le secrétariat d'État aux Affaires étrangères est rétabli au bénéfice de Guillaume Dubois.

## La composition du Conseil des affaires étrangères

### Membres

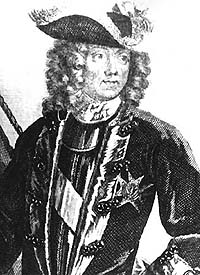
Nicolas Chalon du Blé maréchal d'Huxelles

#### À partir de septembre 1715
- Nicolas Chalon du Blé (1652-1730), marquis d'Huxelles, maréchal de France, président du Conseil des affaires étrangères.
- Jean d'Estrées (1666-1718), abbé de Villeneuve, membre de l’Académie française.
- Philippe de Montboissier-Beaufort (1669-1725), marquis de Canillac.
- Louis de Clermont de Montglat (1645-1722), comte de Cheverny[1].

#### Entré le 26 mars 1717
- Guillaume Dubois (1656-1723), abbé, conseiller et secrétaire du Régent[1].

### La recherche d'un équilibre politique
Saint-Simon réduit le choix des hommes qui composent le Conseil des affaires étrangères à une succession d'intrigues:

« Peu après, le maréchal d'Huxelles, avec qui le régent avoit déjà travaillé, fut déclaré chef du conseil des affaires étrangères. Le maréchal et l'abbé d'Estrées s'intriguoient depuis longtemps auprès de M. le Duc d'Orléans, je n'oserois ajouter auprès de moi [...]. L'abbé avait donné plusieurs mémoires historiques sur le gouvernement de l'Etat à M. le duc d'Orléans et à moi. Il parvint donc à être de ce conseil des affaires étrangères, porté par ses ambassades, par sa haine de Mme des Ursins, par les Noailles et par moi. J'y fis entrer Cheverny, dont j'ai parlé ailleurs, qui avoit été envoyé extraordinaire à Vienne et ambassadeur en Danemark et M. le duc d'Orléans y ajouta Canillac. »

Plus profondément, il s'agit bien de choix politiques. La liste des membres du Conseil des affaires étrangères est quasiment fixée dès le 19 septembre 1715. Le Régent nomme aux différents conseils, mais doit tenir compte d'impératifs politiques, dans un contexte où son pouvoir est, par nature, peu assuré. Il s'agit de rallier à son pouvoir les différentes composantes de la Cour. C'est ainsi qu'il nomme à la tête du Conseil des affaires étrangères le maréchal d'Huxelles, ancien protégé de Louvois et soutien discret du duc du Maine, le principal adversaire politique du Régent. Cette nomination fait donc partie d'une stratégie globale de neutralisation du parti du duc du Maine.
Le Régent cherche aussi à récompenser ses fidèles ou ses ralliés, comme Philippe de Montboissier-Beaufort, marquis de Canillac, qui entre au conseil des Affaires étrangères et qui est un roué (compagnon de débauche du Régent) notoire. La nomination à ce Conseil de l'abbé d'Estrées, académicien, est une façon de récompenser le clan des Noailles, dont il est membre, de son soutien lors de la prise du pouvoir par le Régent. Et de cette façon, autour du maréchal d'Huxelles, le Régent installe deux fidèles.
Michel Amelot de Gournay est pressenti pour entrer au Conseil des affaires étrangères, mais il est finalement écarté, très probablement sur intervention du maréchal d'Huxelles qui craint la concurrence qu'il pourrait lui faire ce diplomate averti. Le Régent fait finalement entrer Amelot au Conseil du commerce, dont il devient le président de fait.
La présentation de la composition de ce conseil par Saint-Simon est donc réductrice.

### Réunir des spécialistes
Comme les autres conseils, la composition du Conseil des affaires étrangères montre clairement le primat des compétences. Il ne réunit presque uniquement que des diplomates expérimentés : Jean d'Estrées a été ambassadeur au Portugal et en Espagne, le comte de Cheverny a été ambassadeur auprès de l'Empereur puis au Danemark et le maréchal d'Huxelles a été ministre plénipotentiaire aux conférences de Gertruydenberg en 1710 et au congrès d'Utrecht.
Jusqu'à l'entrée de Dubois en 1717, le Conseil des affaires étrangères est le seul de la polysynodie à être entièrement composé de nobles d'épée, alors que, sur l'ensemble des conseils, les deux noblesses, épée et robe, sont à part égales.

## Le travail du Conseil des affaires étrangères

### À Paris
Comme les autres conseils de la polysynodie, le Conseil des affaires étrangères siège à Paris. En effet, dès septembre 1715, le Régent organise le déménagement du roi et de la Cour d'abord à Vincennes puis, rapidement, à Paris, qui redevient donc la capitale politique de la France. Le roi enfant Louis XV et sa Cour sont installés au palais des Tuileries.
Le Conseil des affaires étrangères se réunit deux fois par semaine, le mardi et le vendredi matin. Comme la plupart des conseils, ses séances ont lieu au Louvre, plus précisément dans les anciens appartements d'Anne d'Autriche ou dans l'hôtel du maréchal d'Huxelles, rue Neuve-Saint-Augustin.

### Compétences et secret
Véritable ministère collégial, le Conseil des affaires étrangères hérite des compétences du secrétariat d'État qui l'a précédé. Elles résident principalement dans la correspondance diplomatique, mais celle-ci n'est pas son apanage : le Conseil de la guerre se trouve aussi en contact avec les ambassadeurs et le Conseil de marine gère les consulats. Toutefois, ce dernier Conseil transmet à celui des affaires étrangères les affaires importantes
Pour des raisons de secret, le Conseil des affaires étrangères ne rédige pas de procès-verbaux de ses séances. Contrairement aux autres Conseils de la polysynodie, on en ignore donc le déroulement et les sujets abordés. Toutefois, les rapports présentés par son président, le maréchal d'Huxelles, au Conseil de Régence sont enregistrés et la correspondance diplomatique est conservée.

### Changements et continuité dans les services
À la mort de Louis XIV, les services du secrétariat d'État des Affaires étrangères étaient divisés en trois bureaux, le Nord, le Midi et les provinces, placés chacun sous la direction d'un premier commis. En septembre 1715, le secrétariat du Conseil des affaires étrangères est confié à Antoine Pecquet qui est premier commis du département du Nord depuis 1696. Les autres premiers commis, les secrétaires et les autres commis restent en place. Toutefois, la promotion d'Antoine Pecquet a pour conséquence une nécessaire réattribution des compétences. Le déménagement à Paris entraîne le déplacement des archives au Louvre, tandis que les bureaux sont regroupés rue Neuve des Petits-Champs.
Le rôle d'Antoine Pecquet (1668-1728) semble (en l'absence de procès-verbaux des séances) être considérable. Ayant accès à toutes les dépêches, il est le principal conseiller du maréchal d'Huxelles. Ancien ingénieur militaire, commis aux Finances puis premier commis aux Affaires étrangères, il est anobli en 1715. Après la fin de la polysynodie, il reste premier commis aux Affaires étrangères jusqu'en 1725. Son fils lui succède.

## Renversement des alliances et triomphe de Dubois

### Le Conseil des affaires étrangères contourné
Le Régent décide lui-même les grandes orientations diplomatiques et n'y associe pas pleinement le Conseil des affaires étrangères. Ainsi, ce n'est pas au Conseil des affaires étrangères qu'il confie les négociations qui aboutissent d'abord à la signature de la Triple Alliance le 4 janvier 1717, puis de la Quadruple Alliance le 2 août 1718, mais à son fidèle secrétaire, Dubois. Il s'agit d'une volte-face totale : la France s'allie avec les Provinces-Unies, la Grande-Bretagne et le Saint-Empire contre l'Espagne de Philippe V.
Le président du Conseil des affaires étrangères, le maréchal d'Huxelles, est attaché à l'alliance espagnole et farouchement opposé à l 'alliance anglaise. Il se tient au courant, par les ambassadeurs, de l'avancée des discussions. Au sein de la polysynodie, il devient ainsi un des opposants politiques du Régent. Il utilise le réseau des ambassadeurs pour contester la politique étrangère menée par Dubois.

### Le conflit au Conseil des affaires étrangères

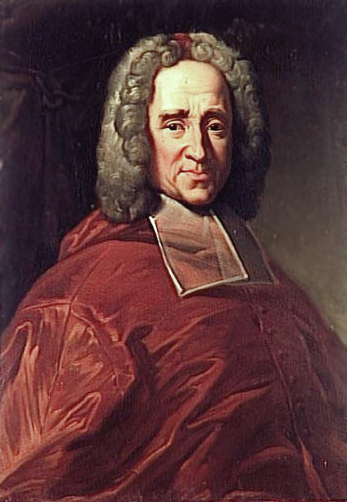
Guillaume Dubois

En 1717, après la signature de la Triple Alliance le 4 janvier, le Régent nomme Dubois au Conseil des affaires étrangères le 26 mars. Cette nomination pose problème. Selon Saint-Simon, Dubois est :  

« comme ces plantes qui s'introduisent dans les murailles et à la fin les renversent »

En effet, Dubois entretient des relations privilégiées avec le Régent et passe par-dessus l'autorité du maréchal d'Huxelles. Très rapidement, les relations entre les deux hommes se tendent et le Régent tarde à arbitrer, alors que Canillac est, avec [Dubois, un des artisans principaux de ce renversement des alliances.
Huxelles sème les embûches afin de retarder le renversement des alliances. Après la signature de la Quadruple Alliance le 2 août 1718, il n'accepte de la ratifier que sur injonction du Régent. Cette opposition, de plus en plus ouverte, du maréchal d'Huxelles et d'autres membres éminents des Conseils à la politique étrangère du Régent est une des causes de la chute de la polysynodie.

### La fin de la polysynodie et le triomphe de Dubois
Le 24 septembre 1718, le Régent met fin à la polysynodie, qui se grippe et est l'objet de critiques de plus en plus fortes. Le Conseil des affaires étrangères est supprimé par une simple lettre du Régent à son président, comme les Conseils de conscience, de la guerre et des affaires du Dedans,. Le même jour, l'abbé Guillaume Dubois devient secrétaire d'État des Affaires étrangères.